# Альбертелли, Луиджи
Луиджи Альбертелли (итал. Luigi Albertelli, 21 июня 1934, Тортона, Пьемонт — 19 февраля 2021, Тортона, Пьемонт) — итальянский композитор-песенник и телеведущий.

## Биография
Родившийся в семье выходцев из Пьяченцы, в 1950-е годы он активно занимался легкой атлетикой, специализировался в беге на короткие дистанции, стал чемпионом Италии среди молодежи, а затем чемпионом Италии в эстафете 4x400.
В 1960-е годы посвятил себя музыке и живописи. Победив на фестивале в Сан-Ремо в 1969 году с песней «Цыганка» (итал. Zingara) на музыку Энрико Риккарди, с которым у него сложились прочные партнёрские отношения, он начинает полностью посвящать себя музыке как автор текстов.
Как позже заявил сам Альбертелли, вдохновение для цыганского текста пришло к нему из книги Дэвида Герберта Лоуренса (автора «Любовника леди Чаттерли») под названием «Девственница и цыганка». Первоначально произведение было предназначено для Джанни Моранди, который заставил Бобби Соло послушать его во время Cantagiro 1968. После этого прослушивания было решено, что последний будет петь вместо этого в паре с Ивой Заникки. Именно версия орла Лигонкио осталась самой известной. Пластинка с песней на итальянском языке будет продана тиражом более трёх миллионов экземпляров по всему миру.
С тех пор он начал интенсивную деятельность, написав более тысячи песен, в том числе: Я останавливаюсь здесь (Дик Дик и Донателло, Сан-Ремо, 1970), Come è dolce la sera (Донателло и Мариса Санниа, 1971), Болезнь любви (Донателло, обладатель серебряной гондолы Венецианского международного шоу легкой музыки 1970), Донна соло (Миа Мартини, золотая гондола Венецианского международного шоу легкой музыки), Мое лето с тобой (Фред Бонгусто, 1976), Нинна нанна (Катерина Caselli), Blue River (Мина, 1972), затем адаптированная на испанском языке Моникой Наранхо в 2000 году под названием Sobrevivire, продано более полутора миллионов копий, Giorni (Mina, 1977), Un body and soul (Весс и Дори Гецци, победитель последнее издание Canzonissima 1974 г.).
Успешными стали «Слишком долго» (Мильва, третье место в Сан-Ремо, 1973), «День вместе» (Номади, 1973), «Casa mia» (Equipe 84, 1971), «Aria di casa» (Сэмми Барбот, 1981), «Ностальгия по Саре» (Сандро Джакоббе, 1982). Почему (Рэнди Кроуфорд). Для Пэтти Право он написал весь альбом «Пэтти Право», прозванный фанатами «Биафра», «Рикоминчамо» (Адриано Паппалардо, 1979 г.), «Ночь мыслей» для Микеле Заррильо (победителя фестиваля в Сан-Ремо 1987 г. 1998).
Джампьеро Анелли, сантехник из Павии, который возьмет сценический псевдоним Друпи, обязан успеху на сцене 1970-х годов песням Луиджи Альбертелли и Энрико Риккарди. Все началось с песни Vado via, которая изначально осталась незамеченной в Италии, прибыла последней на фестиваль в Сан-Ремо в 1973 году и заняла первое место в хит-параде во Франции, по всей Европе и в мире. Песня будет исполнена за границей несколькими успешными певицами, в том числе Анни-Фрид Лингстад из ABBA, в шведской версии под названием Aldrig mej. Он также написал другие хиты, такие как Piccola e Fragile, Sereno è, Sambariò.
В 1983 году он написал тексты некоторых песен для дебютного альбома Zucchero Fornaciari Un po 'di Zucchero. С 1984 по 1987 год он работал в качестве музыкального продюсера и автора текстов для всех пластинок Фьордалисо, для которых он написал, помимо своего самого известного хита «Я не хочу луны», а также двух других хитов Сан-Ремо Il. mio angelo e Мой собственный бизнес. Луиджи Альбертелли — автор, наибольшее количество произведений которого — 23 исполнила Миа Мартини.
Активна его деятельность как автора музыкальных тем для сериалов и мультфильмов. Его первая тема для чрезвычайно успешного телевидения — «Ярость 1977 года», которую играет Мэл на музыку Оливера Ониона, тираж которой превысит один миллион шестьсот тысяч копий. В следующем году он пишет текст и продюсирует вместе с Винсом Темпера (автором музыки) песню Ufo Robot и весь альбом Atlas UFO Robot, повторив очередной сенсационный результат. В последующие годы он создал серию известных аббревиатур, таких как Grendizer, Capitan Harlock, Daitarn III, The Ballad of Bo and Luke, Nano Nano, Dallas, George and Mildred, Anna with red hair, Hello! Спанк, Капитан Футуро, Реми и его приключения, Апемайя идет, Астро Робот, Принцесса Запфир, Гек и Джим, Теккаман и многие другие. В 2015 году он получил премию Romics d’Oro Musicale и множество других наград, связанных с его работой, посвященной тематическим песням.
Альбертелли также был телевизионным сценаристом, сотрудничая с Джанни Моранди (10 Hertz), Лореттой Годжи (Лоретта Годжи в викторине), Элизабеттой Гардини (Caffè Italiano), Ивой Заникки (Сто миллионов плюс НДС), Сереной Дандини (продюсер), Альбой Париетти. (La Piscina), Пьеро Чиамбретти (Поздравляем с выступлением). Он задумал программы Pentatlon и Telemike с Майком Бонджорно и выполнял роль нотариуса в викторине Майка Бонджорно Pentatlon с 1985 по 1987 год. В рекламной сфере создает музыкальные джинглы: среди наиболее важных работы для торговых марок Кока-Кола, Спрайт, Бруклин.
В 2009 году он написал текст к мюзиклу «Книга джунглей». С 2017 года начинается производство сказочника Фурия, его последнего открытия.
3 июня 2018 года он — гость на концерте Фабио Фацио Che tempo che fa на Rai 1. 15 июня 2018 года он был гостем Джиджи Марзулло в Соттовоче.
Смерть наступила от осложнений после случайного падения дома.